# Graue Heide
Die Graue Heide (Erica cinerea), auch Graue Glockenheide genannt, ist eine Pflanzenart aus der Gattung der Heidekräuter (Erica) innerhalb der Heidekrautgewächse (Ericaceae). Sie wird in den gemäßigten Gebieten als Zierpflanze verwendet und ist als eine der frostharten europäischen Heidearten beliebt. 

## Beschreibung

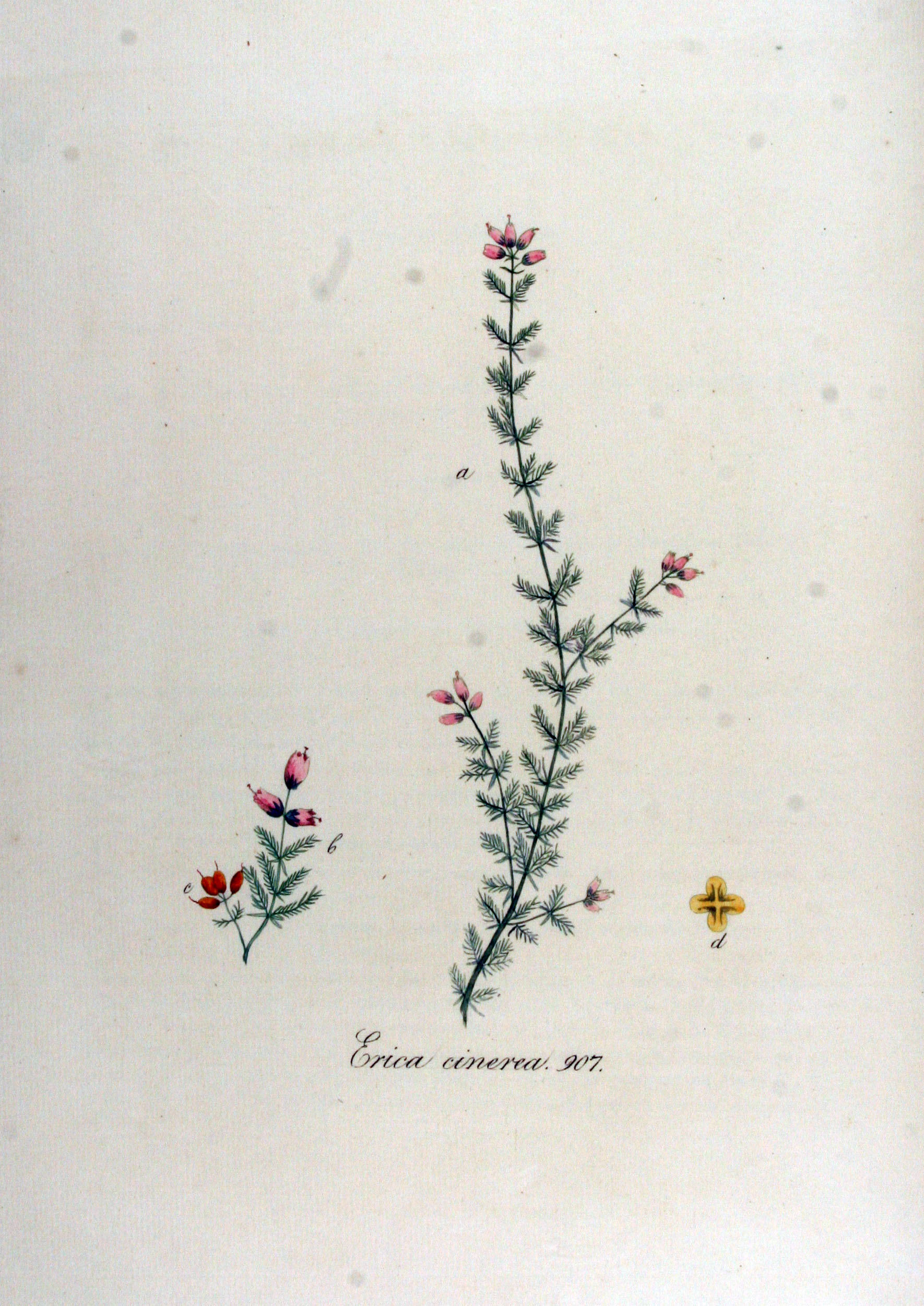
Illustration aus Flora Batava, Volume 12

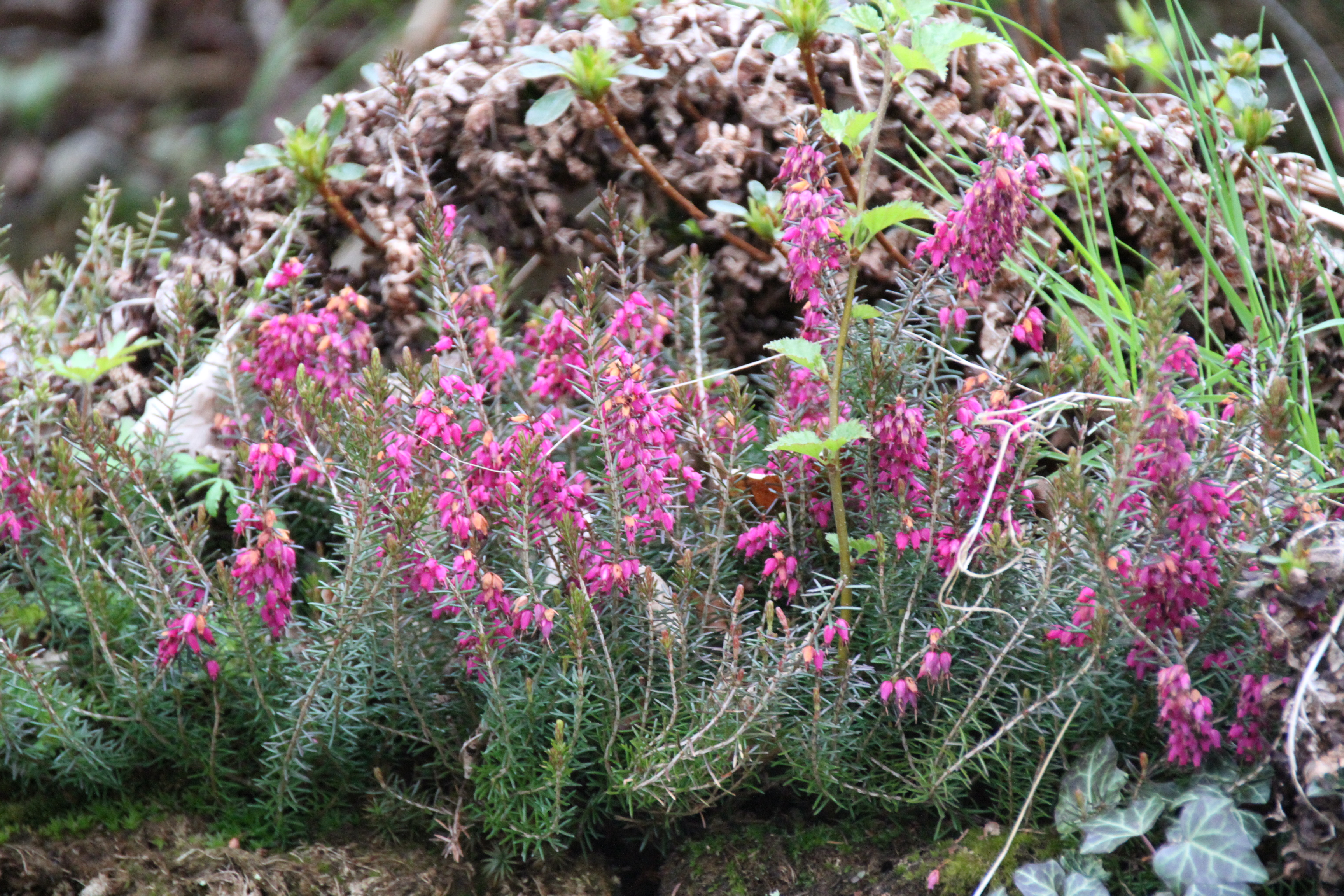
Graue Heide (Erica cinerea)

### Vegetative Merkmale
Die Graue Heide wächst als locker verzweigter, immergrüner Zwergstrauch und erreicht Wuchshöhen von 20 bis 60 Zentimetern. Die Blätter stehen zu dritt quirlständig und aufrecht abstehend am verholzenden Stängel. Die nadelförmigen Blätter sind 4 bis 5, zuweilen bis zu 7 Millimeter lang, kahl und am Rand umgerollt.

### Generative Merkmale
Die Blütezeit reicht vom Frühsommer bis zum frühen Herbst, hauptsächlich Juni und Juli. Der dichte, traubige Blütenstand enthält zahlreiche Blüten. Die relativ kleinen, zwittrigen Blüten sind glockenförmig und gestielt. Die Kelchblätter sind vierteilig und 2 bis 3 Millimeter lang. Die hellpurpurfarbenen, selten weißen Krone sind bei einer Länge von 4 bis 7 Millimetern eiförmig-zylindrisch. Es sind acht Staubblätter vorhanden. Der Griffel überragt die Antheren, er ist in die Blüte eingeschlossen oder ragt aus ihr hervor. Er trägt eine kopfig verdickte Narbe. Die Fruchtkapsel ist fast kugelig, kahl und glatt. Die Samen sind eiförmig und 0,7 bis 0,9 Millimeter lang.
Die Chromosomenzahl beträgt 2n = 24.

## Ökologie
Bei der Grauen Heide handelt es sich um einen Chamaephyten. Die Blüten sind sehr nektarreich und bieten eine gute Bienenweide. Besucher sind außer der Honigbiene Bombus-Arten, kurzrüsselige Bienen, Schwebfliegen und Schmetterlinge.

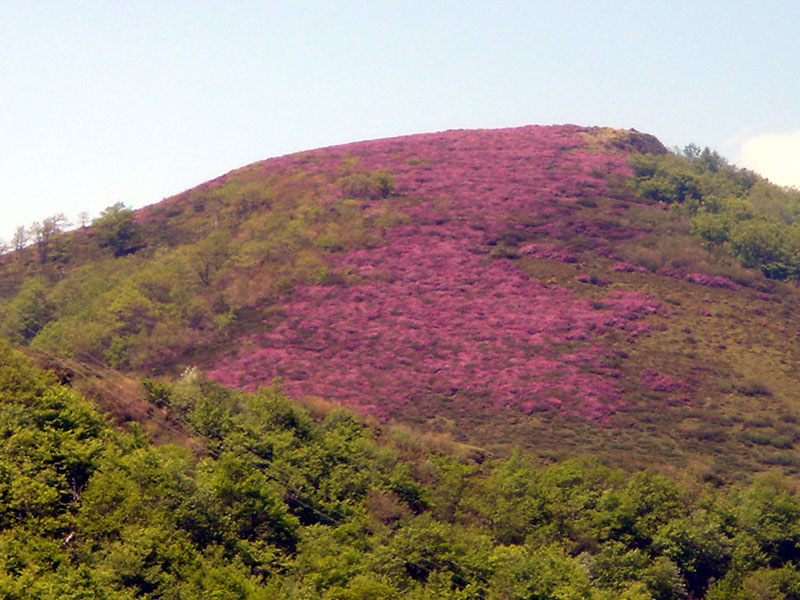
Graue Glockenheide am Picos de Europa in Spanien

## Vorkommen
Die Graue Heide hat ihren Verbreitungsschwerpunkt im westlichen Europa. Sie kommt von Irland, Großbritannien und Norwegen über die Niederlande, Belgien Luxemburg und Deutschland bis Frankreich, Portugal, Spanien und Italien vor. Sie ist ein atlantisch-westeuropäisches Florenelement. Sie kommt in Deutschland ursprünglich nur im äußersten Westen am linken Niederrhein vor.
Die Graue Heide wächst in Zwergstrauchheiden und Borstgrasrasen auf sauren, humosen, sandig-steinigen Böden. Pflanzensoziologisch ist sie die Kennart der Ordnung Erico-Ulicetalia und hat ein Schwerpunktvorkommen im Verband Genistion.